# التأثيرات البيولوجية للضوء المرئي عالي الطاقة
الضوء المرئي عالي الطاقة (ضوء HEV ) هو ضوء عالي التردد وعالي الطاقة في النطاق البنفسجي / الأزرق له طول موجة من 400 إلى 450 نانومتر في الطيف المرئي ،  له عدد من التأثيرات البيولوجية السلبية ، بما في ذلك تخص العين .
قد يكون ضوء عالي الطاقة هذا سببًا للضمور البقعي المرتبط بالعمر . بعض النظارات الشمسية وكريمات التجميل تمنع هذا الضوء على وجه التحديد ، لكن تكلفتها تكون إضافية.
حاليًا يدعم تقرير عام 2019 الصادر عن الوكالة الفرنسية للأغذية والبيئة والصحة والسلامة المهنية (ANSES) نتيجة عام 2010 بشأن التأثير السلبي لضوء LED الأزرق (400-450   نانومتر) على العين ، مما قد يؤدي إلى ضعف الرؤية. تشير المشاهدات إلى تأثيرات تحدث خلال فترة قصيرة على شبكية العين المرتبطة عند التعرض الشديد لضوء LED الأزرق ، وكذلك تأثيرات طويلة المدى المرتبطة بظهور التنكس البقعي المرتبط بالعمر. على الرغم من أن القليل من الدراسات قد فحصت الأسباب المهنية للضمور البقعي ، إلا أنها تُظهر أن التعرض لأشعة الشمس على المدى الطويل ، وتحديداً أشعة الضوء الأزرق ، يرتبط بالتنكس البقعي لدى العاملين في الهواء الطلق.
تؤكد المنشورات الطبية من هارفارد أيضًا أن التعرض للضوء الأزرق (خاصة ضوء LED الأزرق ، ولكن أيضًا الضوء الأزرق واسع الطيف) في الليل له تأثير سلبي قوى على النوم. خلص بيان صحفي صدر في 14 يونيو 2016 عن الجمعية الطبية الأمريكية إلى أن هناك آثارًا صحية سلبية من الاستخدام غير المقيد لإضاءة الشوارع بــ LED بشكل عام. قد تكون العدسات التي تحجب الضوء الأزرق مفيدة بشكل خاص للأشخاص الذين يعانون من الأرق أو الاضطراب ثنائي القطب أو اضطراب طور النوم المتأخر أو اضطراب فرط الحركة ونقص الانتباه ، على الرغم من أنها أقل فائدة لمن ينامون بصحة جيدة.

## الخلفية
الضوء الأزرق هو نطاق من طيف الضوء المرئي ، يُعرّف بأنه يبلغ طوله الموجي بين 400 و 525 نانومتر. وهذا يشمل الأطوال الموجية بين البنفسجي والسماوي في الطيف. الضوء الأزرق ضيق الطيف (ويسمى أيضًا ضوء LED الأزرق أو ضوء LED قصير الموجة) هو نوع من الضوء المرئي عالي الطاقة ، ويُعرَّف بأنه يحتوي على طول موجي بين 400 و 450 نانومتر. هذا الضوء شائع في مصابيح LED (حتى عند استخدامه في منتجات إضاءة) مثل شاشة كمبيوترقد تحتويه.
الضوء الأزرق هو عنصر أساسي في الضوء الأبيض. يمكن صنع الأبيض إما من طيف ضيق أو أزرق واسع الطيف. على سبيل المثال تميل تقنية LED إلى الجمع بين اللون الأزرق والأصفر ضيق الطيف ، بينما تشتمل التقنيات الأخرى على مزيد من السماوي والأحمر. تولد الطلاءات الفلورية نبضات بنفسجية واللون السماوي ، بالإضافة إلى وجود مكون أزرق ضيق الطيف. يتمتع الضوء الطبيعي بتوزيع متساوٍ للأطوال الموجية الزرقاء أكثر من معظم الضوء الاصطناعي فالضوء الطبيعي يحتوي على جميع الألوان من الأحمر والبرتقالي والأصفر والأخضر والأزرق إلى البنفسجي؛ وهذا الخليط يجعل الضوء الطبيعي أبيضا.

## ضوء LED الأزرق

الضوء الأزرق ، نوع من الضوء عالي الطاقة ، هو جزء من طيف الضوء المرئي

أصبحت مصادر ضوء LED الأزرق شائعة بشكل متزايد في بيئتنا اليومية . يحدث التعرض للضوء الأزرق من مجموعة متنوعة من التقنيات بما في ذلك أجهزة الكمبيوتر وأجهزة التلفزيون والأضواء. ينشأ التعرض الضار بصفة خاصة من من ثنائي الثنائيات الباعثة للضوء (LED). اليوم ، يتم إنتاج العديد من مصابيح LED البيضاء عن طريق إقران مصباح LED أزرق مع فوسفور منخفض الطاقة ، وبالتالي إنشاء ضوء الحالة الصلبة . غالبًا ما يُعتبر هذا "الجيل التالي من الإضاءة" نظرًا لأن تقنية ضوء منبعث من مواد الحالة الصلبة تقلل بشكل كبير متطلبات مصادر الطاقة.
يتعرض الناس بشكل متزايد لضوء LED الأزرق عبر التكنولوجيا اليومية. وجدت دراسة مركز بيو للأبحاث لعام 2015 أن 68٪ من البالغين في الولايات المتحدة يمتلكون هاتفًا ذكيًا و 45٪ يمتلكون جهازًا لوحيًا . ووجدت الدراسة أيضًا أن مستويات ملكية التكنولوجيا تختلف حسب العمر ؛ 86٪ من الأمريكيين بين سن 18-29 عاما و 83٪ من هؤلاء في سن 30-49 يمتلكون هواتف ذكية. يستخدم الأمريكيون الأصغر سنًا أيضًا معدلات عالية من تقنيات الضوء الأزرق. أظهر استطلاع Common Sense Media في عام 2013 أيضًا أن 72٪ من الأطفال الذين تتراوح أعمارهم بين 0 و 8 سنوات يستخدمون الأجهزة المحمولة لمشاهدة مقاطع الفيديو وممارسة ألعاب الإنترنت. علاوة على ذلك يمتلك 93٪ من المراهقين جهاز كمبيوتر أو يمكنهم استخدام الكمبيوتر الموجود في المنزل. في المقابل تعد معدلات ملكية الكمبيوتر أقل بالنسبة لكبار السن من الأمريكيين.

## الآثار الجانبية

### صحة العين
خطر الضوء الأزرق هو احتمال حدوث إصابة شبكية ناتجة عن أشعة ضوئية كيميائية ناتجة عن التعرض للإشعاع الكهرومغناطيسي بأطوال موجية تتراوح بين 400 و 450 nm. نانومتر. لم يدرس الباحثون هذه الظاهرة في البشر ، ولكن فقط (وبشكل غير حاسم) في بعض الدراسات على القوارض ، والرئيسيات ، وفي المختبر . تحدث إصابة الشبكية الناتجة عن الكيمياء الضوئية بسبب امتصاص الضوء بواسطة المستقبلات الضوئية في العين. في ظل الظروف العادية عندما يصطدم الضوء بمستقبل ضوئي في العين تبيض الخلية وتصبح عديمة الفائدة حتى تتعافى خلال عملية التمثيل الغذائي (الأيض) التي تسمى الدورة البصرية .
ومع ذلك فقد ظهر أن امتصاص الضوء الأزرق في الفئران ، وفي سلالة حساسة من الفئران يسبب مشكلة في العملية بحيث تصبح الخلايا غير مبيضة وتستجيب للضوء مرة أخرى قبل أن تكون جاهزة. بأطوال موجية من الضوء الأزرق أقل من 430 نانومتر هذا يزيد بشكل كبير من احتمالية الضرر التأكسدي. بالنسبة للعلاج اليومي بالضوء الأزرق ، يتم تقليل الضرر عن طريق استخدام الضوء الأزرق في الطرف الأخضر القريب من الطيف الأزرق. " تعرض من 1-2 دقيقة من أشعة 408 نانومتر و 25 دقيقة من 430 نانومتر كافية لإحداث موت لا رجعة فيه للمستقبلات الضوئية في العين واعتلال الظهارة الصبغية الشبكية. وجد أن طيف عمل الخلايا العقدية الشبكية الحساسة للضوء يصل إلى ذروته عند حوالي طول موجة 450 نانومتر ، وهو نطاق له احتمال ضرر أقل ، ولكنه ليس خارج النطاق الضار تمامًا. " 
أعطت إحدى الدراسات نظرة ثاقبة لخطر الضوء الأزرق: الضرر الدائم لخلايا العين ، كما أفاد فريق بحث من جامعة توليدو.
نشرت هيئة الإضاءة الدولية موقفها من الخطر المنخفض لخطر الضوء الأزرق الناتج عن استخدام تقنية LED في مصابيح الإضاءة العامة في أبريل 2019.
ترتبط المخاوف المتعلقة بمصابيح LED الزرقاء بالاختلاف بين التدفق الضوئي الضوئي والإشعاع الإشعاعي. يهتم القياس الضوئي بدراسة الإدراك البشري للضوء المرئي ، بينما يهتم القياس الإشعاعي بقياس الطاقة. عند الحواف الخارجية لنطاق إدراك الضوء ، تزداد كمية الطاقة كضوء المطلوبة للتحسس الإدراك. يتم تحديد إدراك سطوع الترددات المختلفة للضوء وفقًا لدالة لمعان CIE V (λ). يتم تحديد ذروة كفاءة إدراك الضوء عند 555 نانومتر لها قيمة V (λ) = 1. تعمل مصابيح LED الزرقاء ، خاصة تلك المستخدمة في المصابيح البيضاء ، عند حوالي 450 نانومتر ، حيث V (λ) = 0.038. هذا يعني أن الضوء الأزرق عند 450 نانومتر تتطلب أكثر من 26 ضعفًا من الطاقة الراديومترية حتى يتمكن المرء من إدراك نفس التدفق الضوئي مثل الضوء الأخضر عند 555 نانومتر. للمقارنة ، الأشعة فوق البنفسجية UV-A عند طول موجة 380 نانومتر تتطلب (V (λ) V(λ)=0.000 039) ، أي 25641 ضعف كمية الطاقة الراديومترية التي يجب إدراكها بنفس شدة اللون الأخضر ، بثلاث مرات أكبر من المصابيح الزرقاء. غالبًا ما تقارن الدراسات التجارب على الحيوانات باستخدام تدفق ضوئي متطابق لونيا بدلاً من الإشعاع مما يعني مستويات مقارنة للضوء المدرك بترددات مختلفة بدلاً من إجمالي الطاقة المنبعثة. مع زيادة الاهتمام بالإضاءة الخلفية لمصابيح LED ، تطورت التكنولوجيا كذلك. غالبًا ما تختار الدراسات مصابيح LED عامة منخفضة الجودة من ماركات غير معروفة ذات نسبة عالية من الضوء الأزرق ، وخاصة اختيار CRI منخفض  مصابيح LED غير مناسبة لتقنيات الإضاءة أو الإضاءة الخلفية. تستخدم شاشات LCD وإضاءة LED بشكل عام مصابيح CRI LED أعلى بكثير حيث يطالب المستهلكون بإعادة إنتاج ألوان دقيقة. تم تصميم مصابيح LED البيضاء لمحاكاة ضوء الشمس الطبيعي بأكبر قدر ممكن اقتصاديًا وتقنيًا. يتميز ضوء الشمس الطبيعي بكثافة طيفية عالية نسبيًا للضوء الأزرق مما يجعل التعرض لمستويات عالية نسبيًا من الضوء الأزرق ليست ظاهرة جديدة أو فريدة على الرغم من الظهور الحديث نسبيًا لتقنيات شاشات العرض LED.
عدسات باطن العين (Intraocular lenses ) هي نموذج الاختبار المثالي في الجسم الحي على النماذج البشرية. لا يمكن إزالتها وهي نشطة باستمرار على مدار الساعة طوال أيام الأسبوع نظرًا لحقيقة أنها يتم زرعها بشكل دائم في العين. لم تجد مراجعة كوكرين وكذلك تجرى مراجعة منهجية حديثة أي دليل على أي تأثير في تصفية العدسات داخل العين للضوء الأزرق. لم تقدم أي من الدراسات التي تمت مراجعتها أي دليل إحصائي موثوق به يشير إلى أي تأثير يتعلق بحساسية التباين أو الضمور البقعي أو الرؤية أو التمييز اللوني أو اضطرابات النوم. ادعت دراسة مستفيضة وجود اختلاف كبير في فحوصات تصوير الأوعية بالفلورسين التي تمت مشاهدتها وخلصت إلى أنها لاحظت انخفاضًا ملحوظًا في "تقدم غير طبيعي في تألق قاع العين غير الطبيعي"  ومع ذلك فشل الباحثون في مناقشة حقيقة أن شعاع الإثارة يتم ترشيحه بالضوء بين 465 و 490 نانومتر ،  محجوب إلى حد كبير عن طريق ترشيح الضوء الأزرق لعدسات باطن العين  ولكن لم يتم مسح عدسات باطن العين الموجودة لدى المجموعة المرجعية في الفحص.
يقيِّم المعيار الدولي IEC 62471 سلامة مصادر الضوء ، بما في ذلك الضوء الأزرق.

#### التسويق الشديد
قد تساهم الإعلانات المتعددة في التصور العام غير الصحيح للأخطار المزعومة للضوء الأزرق. حتى عندما لم تظهر الأبحاث أي دليل يدعم استخدام مرشحات حجب اللون الأزرق كعلاج سريري لإجهاد العين الرقمي ، يواصل مصنعو العدسات العينية تسويقها كعدسات تقلل من إجهاد العين الرقمي. روجت إحدى المشاركات التي ترعاها NewGradOptometry للتدريب على المبيعات من Essilor ومجموعة منتجاتها (بما في ذلك الفوائد الأخلاقية) ، ثم تم تقييمها أنها غير أخلاقية لبيع عدسات غير ضرورية ، وتنتهي بالقول إن المرضى سيصابون بالعمى بدون عدسات تصفية زرقاء. قدمت Essilor زوجًا من النظارات المجانية لعارض أزياء لم يكن بحاجة إلى نظارات طبية ولكنه مع ذلك اقتبس من عدد كبير من إعلانات Essilor التسويقية بما في ذلك وعود منع العمى لتقنية ترشيح الضوء الأزرق. يدعي موقع Essilor أن المرء قد يعاني من فقدان البصر بدون عدسات الترشيح الخاصة ، سواء كان المرء يتطلب نظارات طبية أم لا. كما قدمت شركة Zeiss منتجًا مشابهًا لكنها لا تقدم ادعاءات متطرفة تقريبًا.
انتقد المجلس البصري العام في المملكة المتحدة " بوتس اوبتستس "Boots Opticians لمزاعمهم لا أساس لها من الصحة فيما يتعلق بعدسات ينتجونها بترشيح الضوء الأزرق. وغرمتهم هيئة معايير الإعلان 40 ألف جنيه إسترليني. باعت شركة بوتس اوبتستس العدسات بسعر 20 جنيهًا إسترلينيًا. وصرح "تريفور واربورتون" متحدثًا نيابة عن جمعية أخصائيي البصريات في المملكة المتحدة: "... الأدلة الحالية لا تدعم الادعاءات المقدمة بأنها تمنع أمراض العيون." 
على الرغم من مشكلة الممارسات التسويقية الخادعة ، فإن تقرير ANSES المذكور أعلاه ، اعتبارًا من عام 2019 ، "يسلط الضوء على الآثار المدمرة للحالة البيولوجية وكذلك النوم ، المرتبطة بالتعرض لمستويات منخفضة جدًا من الضوء الأزرق في المساء أو في الليل ، خاصة عبر الشاشات "، وبالتالي هناك مخاوف مشروعة بشأن الاستخدام غير المقيد لإضاءة LED.
تشتمل أنظمة تشغيل Apple و Microsoft وحتى الإستعدادات المحددة مسبقًا لشاشات الكمبيوتر المستقلة على خيارات لتقليل انبعاثات الضوء الأزرق عن طريق ضبط درجة حرارة اللون على نطاق أكثر دفئًا. تعمل هذه الإستعدادات على تقليل التدرج اللوني للشاشة بشكل كبير ، مما يضحي بإمكانية استخدام الأجهزة دون تقديم أي من الفوائد المزعومة لتقليل إجهاد العين أو منع اضطراب إيقاع الساعة البيولوجية .[محل شك]
فشل الكثير من هذا التسويق في التمييز بين أشعة 400-450  نانومتر الحادة لارتفاع ذروا ت اشعة الأزرق في لمبات LED السائدة ، مقابل اللون الأزرق واسع الطيف (حتى 525  نانومتر cyan) موجودة في تقنيات الإضاءة الأخرى (بما في ذلك تقنيات LED المسبقة ، وتقنيات LED الجديدة الغنية باللون السماوي والتي تتجاوز مقاييس CRI الأقدم) ، والضوء الطبيعي.

## فوائد الضوء الأزرق واسع الطيف
الضوء الأزرق واسع الطيف (على سبيل المثال ، بما في ذلك الأطوال الموجية السماوية ، مثل الضوء الطبيعي أو معظم مصابيح الفلورسنت) ضروري لليقظة ، لأنه يحفز مستقبلات الميلانوبسين في العين. هذا يمنع هرمون الميلاتونين أثناء النهار ، مما يتيح اليقظة. العمل في ضوء خالٍ من اللون الأزرق (يُعرف أيضًا بالضوء الأصفر) لفترات طويلة من الوقت يعطل أنماط الساعة البيولوجية حيث أنه لا يقمع للميلاتونين أثناء النهار ، ويقلل من إفراز الميلاتونين في الليل.

### طب الجلد
الضوء الأزرق في حدود 400-450 نانومتر تم نشر في عدد من الدراسات ليكون فعالًا كعلاج موضعي للأكزيما والصدفية ، حيث يُزعم أنه يساعد في تثبيط الاستجابة المناعية. أظهرت الدراسات الحديثة أيضًا تحسنًا في ظهور حب الشباب في الوجه عند التعرض لمصباح LED عند 414 نانومتر. يتم استخدام مزيج من التعرض للأضواء الحمراء والزرقاء بشكل متزايد في العلاجات الجلدية السريرية. ويقوم المصنعون ، مثل شركة Philips حاليًا بتطوير أجهزة وتقنيات تنبعث منها الطيف المرئي الأزرق لاستخدامها في العلاج الجلدي.

## روابط خارجية
- Hanlin، Pete (2004). "The Effects of Visible Light and UVR on the Visual System". Review of Optometry. مؤرشف من الأصل في 2011-08-10. اطلع عليه بتاريخ 2006-02-23.
- "Artificial Lighting and the Blue Light Hazard (The Facts About Lighting and Vision)". MD Support Online Library. مؤرشف من الأصل في 2009-01-29. اطلع عليه بتاريخ 2008-08-24.
- "[Retinal hazard from blue light emitting diode]". Nippon Ganka Gakkai Zasshi (باليابانية). 105 (10): 687–95. Oct 2001. PMID:11692615.